# Nerax tabescens
Nerax tabescens là một loài ruồi trong họ Asilidae. Nerax tabescens được Banks miêu tả năm 1919. Loài này phân bố ở vùng Tân Bắc giới.